# 平尾賛平商店
平尾賛平商店（ひらおさんぺいしょうてん）は、かつて東京に存在した日本の化粧品メーカーである。
1878年開業、1954年廃業。
レート（仏語: LAIT）ブランドで知られる。「lait」はフランス語で「乳」を意味する語であり、フランス語を化粧品名にした日本初の企業である。ただし、「レート」は英語読みで、フランス語の発音では「レ」。平尾昌晃は初代の曽孫にあたる。

## 略歴・概要

### 初代賛平と小町水
1878年（明治11年）、静岡出身の初代平尾賛平が東京市日本橋区馬喰町1丁目6番地（現東京都中央区日本橋馬喰町1丁目）で化粧品店を開業、これが平尾賛平商店の創業である。同年、化粧水「小町水」を発売し、翌年1879年（明治12年）2月、屋号を「岳陽堂」とする。1891年（明治24年）、慶應義塾在学中の二代目平尾賛平の命名により、「ダイヤモンド歯磨」を発売する。
このころ初代賛平は、彫刻家の後藤貞行や高村光雲との交流があり、とくに東京美術学校（現東京藝術大学）教員時代の高村には大いに資金援助し、谷中に持ち家を持たせもしたが、高村は律儀に返済をしている。

### 二代目賛平とレート化粧料

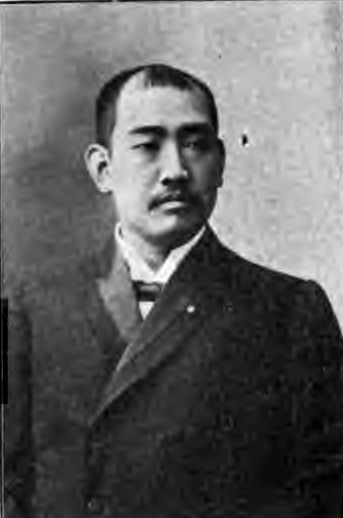
二代目平尾賛平 (1909年、35歳)

1898年（明治31年）1月、初代平尾賛平が死去、二代目(平尾聚泉)が社長に就任、同年6月、東京市日本橋区の明治座での新狂言公演『児雷也豪傑譚語』で、児雷也役の市川團十郎 (9代目)の背景に商品名「日本美人」の看板のある錦絵広告を出した。
1908年（明治41年）には大阪に支店を出して関西進出、同年、「ダイヤモンド歯磨」を「金剛石牙粉」と称して中国大陸にも進出、北京、天津、香港にも「広告隊」を出した。二代目は、広告に工夫をこらし、1918年（大正7年）、クリームと白粉をセットした画期的商品「レートメリー」を発売した。明治から大正にかけて、同社の「レート化粧料」（LAIT TOILET）は、大阪の中山太陽堂の「クラブ化粧品」と人気を競い、「東のレート、西のクラブ」と称された。
1874年（明治7年）深川生まれ、慶應義塾正科を1891年（明治26年）に卒業した二代目平尾賛平こと平尾聚泉は古銭収集で知られ、新聞に広告を打って募集し古銭を買い集めた。1929年（昭和4年）3月には、「平尾太郎」名義で著書『平尾賛平商店五十年史』（平尾賛平商店）を出版、1932年（昭和7年）、聚泉は『昭和泉譜』を著し、1937年（昭和12年）には「平尾賛平」名義で『初代平尾賛平小伝』を著し、出版する。1938年（昭和13年）、同社の創業60周年を記念し、寛永通寳のような古銭を模した記念コインを発行する。聚泉の古銭を所蔵する邸宅は「平尾麗悳莊」として知られ、多くの和綴の古銭拓本を制作した。このころ、京城（現在のソウル特別市）にも進出し、現地紙『東亜日報』に広告を打ち、京城三越百貨店（現・新世界百貨店）のある中心街の本町（現忠武路）に「レートクレーム」と大書した巨大な広告塔を建てた。
第二次世界大戦後の1949年（昭和24年）、同社は「レート」に商号変更したが、 1954年（昭和29年）、会社更生法の申請が認められず、創業76年にして廃業した。
現代音楽の作曲家・平尾貴四男は二代目平尾賛平の四男、作曲家・歌手の平尾昌晃（出生名・勇）は二代目平尾賛平の孫、ともに慶應義塾出身である。聚泉の著書『昭和泉譜』は、のちの1974年（昭和49年）に『古貨幣図録・昭和泉譜』（歴史図書社）として復刊した。

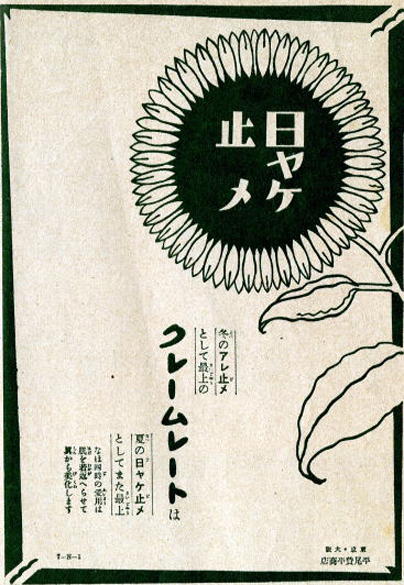
クレームレート夏の広告 (『アサヒグラフ』、1924年)
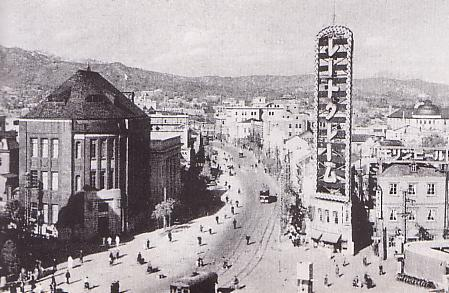
京城府本町（現忠武路）の広告塔

## 参考書籍
- 村田孝子『近代の女性美 - ハイカラモダン・化粧・髪型』、ポーラ文化研究所、2003年12月 ISBN 4938547716

## 関連事項
- クラブコスメチックス - 「クラブ洗粉」の中山太陽堂の後身